# Steven Solomon
Steven Solomon (Sydney, 16 mei 1993) is een Australisch sprinter die voornamelijk uitkomt op de 400 m.  Hij nam tweemaal deel aan de Olympische Spelen. 

## Biografie
In 2012 nam Solomon een eerste keer deel aan de Olympische Spelen. Op de 400 meter kwalificeerde Solomon zich dankzij persoonlijke besttijden in de reeksen en de halve finale voor de finale. In deze finale eindigde hij op de achtste en laatste plaats. Op de 4 x 400 meter sneuvelde Solomon met zijn landgenoten in de reeksen.
Eerder dat jaar liep Solomon naar de bronzen medaille op de 400 meter tijdens het WK voor junioren. Nadien werd Solomon nog diverse malen Australisch kampioen op de 400 meter. 
Solomon werd in 2019 Oceanisch kampioen op zowel de 400 meter als de 4 x 400 meter (samen met Alex Beck, Tyler Gunn en Ian Halpin. Ook op de Pacifische Spelen was Solomon de beste in de finale van de 400 meter. In 2021 nam Solomon deel aan de uitgestelde Olympische Spelen van 2020 in Tokio. Op de 400 m liep hij in de tweede halve finale naar de derde plaats, waarmee hij zich net niet kon kwalificeren voor de finale.

## Persoonlijke records
Outdoor
| Afstand | Prestatie | Datum            | Plaats |
| ------- | --------- | ---------------- | ------ |
| 400 m   | 44,94 s   | 1 augustus 2021  | Tokio  |
| 800 m   | 1.51,13   | 21 december 2019 | Sydney |

Indoor
| Afstand | Prestatie | Datum            | Plaats        |
| ------- | --------- | ---------------- | ------------- |
| 400 m   | 45,44 s   | 23 februari 2018 | Clemson       |
| 500 m   | 1.01,44   | 31 januari 2014  | State College |
| 600 m   | 1.17,49   | 2 februari 2018  | Ann Arbor     |
| 800 m   | 1.52,09   | 27 januari 2018  | New York      |

## Titels
- Oceanisch kampioen 4 x 400 m - 2019
- Oceanisch kampioen 400 m - 2019
- Australisch kampioen 400 m - 2011, 2012, 2014, 2016, 2017, 2019

## Palmares

### 400 m
- 2012:  WK Junioren - 45,52 s
- 2012: 8e OS - 45,14 s
- 2014: DNF in ½ fin. Gemenebestspelen
- 2017: 7e in series WK - 46,27 s
- 2018: 7e Gemenebestspelen - 45,64 s
- 2019: 8e in ½ fin. WK - 45,54 s
- 2019:  Pacifische Spelen - 45,62 s
- 2019:  Oceanische kampioenschappen - 46,12 s
- 2021: 3e in ½ fin. OS - 45,15 s

### 4 x 400 m
- 2011: 5e in ½ fin. WK - 3.01,56
- 2012: 4e WK Junioren - 3.06,58
- 2012: 4e in ½ fin. OS - 3.03,17
- 2013: 7e WK - 3.02,26
- 2018: DSQ in ½ fin. Gemenebestspelen
- 2019: 7e in ½ fin. WK - 3.05,49
- 2019: 7e IAAF World Relays - 3.05,59
- 2019:  Oceanische kampioenschappen - 3.08,67